# سیارک ۲۵۶۸۸
سیارک ۲۵۶۸۸ (به انگلیسی: 25688 Hritzo، نامگذاری:2000AV120)۲۵۶۸۸مین سیارک کشف شده‌است که در ۰۵ ژانویه ۲۰۰۰ کشف شد.